# EHF Excellence Awards
L'Équipe-type de la saison du handball européen, en anglais : EHF Excellence Awards, est une cérémonie annuelle de remise de prix au handball organisée par la Fédération européenne de handball (EHF) depuis 2023. Cette récompense distingue les meilleurs joueurs et les meilleurs joueuses de la saison eu égard à leurs performances lors des coupes d'Europe (Ligue des champions ou Ligue européenne) et lors des compétitions internationales des nations (Championnat d'Europe ou Championnat du monde).

## Modalités
Chaque saison, les EHF Excellence Awards récompensent les meilleurs joueurs et joueuses à chaque poste : gardien de but, ailiers gauche et droit, arrières gauche et droit, demi-centre, pivot et défenseur. Ces huit joueurs et joueuses forment l'« équipe-type de la saison ».
Une pré-sélection de six ou sept joueurs et joueuses par poste est déterminé par l'EHF en fonction de leurs performances dans les compétitions suivantes :
| Type                    | Organisateur | Hommes               | Femmes               |
| ----------------------- | ------------ | -------------------- | -------------------- |
| Coupes d'Europe         | EHF          | Ligue des champions  | Ligue des champions  |
| Coupes d'Europe         | EHF          | Ligue européenne     | Ligue européenne     |
| Compétition des nations | EHF          | Championnat d'Europe | Championnat d'Europe |
| Compétition des nations | IHF          | Championnat du monde | Championnat du monde |

À noter que depuis la mise en place de cette élection, il n'y a plus d'élection de l'équipe-type de la saison en Ligue des champions.
Un vote est ensuite organisé par l'EHF pour quatre groupes, représentant chacun 25 % du vote final : joueurs, entraîneurs, représentants des médias et fans.
Le meilleur joueur et la meilleure joueuse de la saison sont ensuite désignés par l'EHF à partir de l'équipe-type de la saison.
Enfin, deux autres récompenses sont déterminées par l'EHF : les meilleurs jeunes joueurs et joueuses ainsi que le meilleur joueur et la meilleure joueuse de la saison en beach handball.

## Palmarès masculin
| Poste           | Saison 2022/23         | Saison 2023/24       | Saison 2024/25             |
| --------------- | ---------------------- | -------------------- | -------------------------- |
| Ailier gauche   | Timour Dibirov         | Emil Jakobsen        | Emil Jakobsen (2)          |
| Arrière gauche  | Simon Pytlick          | Elohim Prandi        | Felix Claar (2)            |
| Demi-centre     | Luc Steins             | Felix Claar          | Gísli Þorgeir Kristjánsson |
| Arrière droit   | Mathias Gidsel         | Dika Mem             | Mathias Gidsel (2)         |
| Ailier droit    | Hans Lindberg          | Hans Lindberg (2)    | Mario Šoštarić             |
| Pivot           | Ludovic Fabregas       | Ludovic Fabregas (2) | Ludovic Fabregas (3)       |
| Gardien de but  | Niklas Landin Jacobsen | Emil Nielsen         | Emil Nielsen (2)           |
| Défenseur       | Thiagus Petrus         | Magnus Saugstrup     | Magnus Saugstrup (2)       |
| Meilleur joueur | Simon Pytlick          | Emil Nielsen         | Mathias Gidsel             |
| Meilleur jeune  | Domen Makuc            | Martim Costa         | Ian Barrufet               |

## Palmarès féminin
| Position          | Saison 2022/23     | Saison 2023/24        | Saison 2024/25            |
| ----------------- | ------------------ | --------------------- | ------------------------- |
| Ailière gauche    | Emma Friis         | Chloé Valentini       | Chloé Valentini (2)       |
| Arrière gauche    | Cristina Neagu     | Henny Reistad (2)     | Estelle Nze Minko         |
| Demi-centre       | Henny Reistad      | Stine Bredal Oftedal  | Henny Reistad (3)         |
| Arrière droite    | Nora Mørk Ana Gros | Anna Viakhireva       | Dione Housheer            |
| Ailière droite    | Angela Malestein   | Viktória Győri-Lukács | Viktória Győri-Lukács (2) |
| Pivot             | Vilde Ingstad      | Sarah Bouktit         | Kari Brattset             |
| Gardienne de but  | Katrine Lunde      | Sandra Toft           | Katrine Lunde (2)         |
| Défenseure        | Kathrine Heindahl  | Line Haugsted         | Kari Brattset Dale (2)    |
| Meilleure joueuse | Katrine Lunde      | Stine Bredal Oftedal  | Henny Reistad             |
| Meilleure jeune   | Pauletta Foppa     | Petra Simon           | Mia Emmenegger            |

## Beach handball
| Saison  | Meilleur joueur   | Meilleure joueuse |
| ------- | ----------------- | ----------------- |
| 2022/23 | Gabriel Conceição | Asun Batista      |
| 2023/24 | ?                 | ?                 |
| 2024/25 | ?                 | ?                 |